# Pilisszántó
Pilisszántó (szlovákul: Santov) község Pest vármegyében, a Pilisvörösvári járásban, a budapesti agglomerációban.

## Fekvése
A község Pilisvörösvár és Pilisszentkereszt között fekszik a Pilis (757 méter) és a Hosszú-hegy (485 méter), illetve délnyugat felől a Zajnát-hegyek határolta völgyben, Budapesttől és Esztergomtól egyaránt körülbelül 25 kilométer távolságra. Lakói rálátnak a főváros esti fényeire, viszonzásként e látványért megajándékozzák a főváros lakóit egy tájképpel, szemet gyönyörködtető erdők borította hegyekkel.

### Vízrajza
A településen a Pilis oldalában fakadó Trézsi-forrásból eredő patak (Határ-réti-árok) folyik keresztül, amely a település közigazgatási területének legkeletebbi részénél, a Pilisszántó-Pilisvörösvár-Csobánka hármashatárnál felduzzasztva tóvá szélesül (Határréti-víztározó).

### Megközelítése, közlekedése
A településen egyetlen út halad keresztül, a 10-es főutat és a Pilis mélyén kanyargó 1111-es utat, Pilisvörösvárt és Pilisszentkeresztet összekötő 11 108-as számú mellékút. Pilisszántó központja valamivel az út 7. kilométere előtt található; Pilisszentkereszt irányából a faluközpont szűk 4 kilométerre esik.
Pilisszántó és a Budapest–Árpád híd buszpályaudvar között több elővárosi autóbuszjárat is közlekedik, 820-as, 821-es és 830-as jelzésekkel, a 10-es főút és Pilisvörösvár központján keresztül. A leggyorsabb, közvetlen elérést a 820-as biztosítja, a 821-es vonala az előbbiétől annyiban tér el, hogy érinti a Budapest–Esztergom-vasútvonal Pilisvörösvár vasútállomását is. A 830-as buszok Solymár és Pilisszentiván települések érintésével jutnak el Pilisszántóra, és hasonló útvonalat követnek a 831-es buszok is, annyi különbséggel, hogy azok csak Solymár, Templom tér végállomástól indulnak, és a solymári vasútállomást is érintik.
Közúton elérhető Pilisszentkereszt felől is; a többi szomszéd település irányából viszont csak turistautak vezetnek Pilisszántóra.

## Természeti értékei
A település határában lévő botanikai és geológiai ritkaságok miatt a falut körülölelő terület a Duna–Ipoly Nemzeti Park (korábban Pilisi Tájvédelmi Körzet) részét képezi. A Pilis hegység mind szerkezetében, mind pedig alaki vonásaiban a Budai-hegység hasonmása, a kettőt egymástól a Pilisvörösvári-árok választja el. Mindkettő torlódott, pikkelyes szerkezetű röghegység. A hegy felépítése túlnyomóan mészkőből és dolomitból áll.
A község területén vezetett keresztül a római hadiút, mely Aquincumot Brigetióval (Szőny) kötötte össze. A barokk templom mellett látható ókori mérföldkő a bizonyság, ezek a mérföldkövek talán a legfontosabb leletei a falunak. A község temploma előtt található római mérföldkövet a felirat tanúsága szerint 230-ban helyezték el. Ezek kőoszlopok, amiken fontos adatok szerepelnek felirata: Aquincum, Pannonia Inferior. Pilisszántó a 14-16. századi okleveles adatokkal összhangban álló középkori Pilis megyei (Zantóu, Zantho) faluval azonosítható, amit eredetileg földművelésre kötelezett királyi szolgálónépek laktak.

## Közélete

### Tanácselnökei
- 1960: Kormos Flórián[4]

### Polgármesterei
- 1990–1994: Szőnyi József (független)[5]
- 1994–1998: Szőnyi József (független)[6]
- 1998–2002: Szőnyi József (független szlovák kisebbségi)[7]
- 2002–2006: Szőnyi József (független szlovák kisebbségi)[8]
- 2006–2010: Kollár Miklós (független)[9]
- 2010–2014: Csicsmanczai Tamásné (független)[10]
- 2014–2019: Csicsmanczai Tamás Józsefné (független)[11]
- 2019–2024: Csicsmanczai Tamásné (független)[12]
- 2024– : Csicsmanczai Tamásné (független)[1]

## Népesség
2001-ben a lakosság 94,4%-a magyarnak, 3,4%-a szlováknak, 2,5%-a németnek vallotta magát. Ezek a százalékértékek a kettős identitásból következnek, ugyanis az asszimiláció miatt a helyi szlovákok többsége a magyar nemzethez is kötődik kulturálisan és érzelmileg.
A 2011-es népszámlálás során a lakosok 88,8%-a magyarnak, 0,2% bolgárnak, 0,2% lengyelnek, 2,2% németnek, 0,2% örménynek, 0,3% románnak, 25,8% szlováknak mondta magát (11,1% nem nyilatkozott; a kettős identitások miatt a végösszeg nagyobb lehet 100%-nál). A vallási megoszlás a következő volt: római katolikus 44,8%, református 5,8%, evangélikus 0,9%, görögkatolikus 0,4%, felekezeten kívüli 19,3% (27,6% nem nyilatkozott).
2022-ben a lakosság 90,5%-a vallotta magát magyarnak, 11,8% szlováknak, 3,1% németnek, 0,3% ukránnak, 0,3% cigánynak, 0,1-0,1% szerbnek, románnak, lengyelnek, örménynek, bolgárnak és ruszinnak, 4,6% egyéb, nem hazai nemzetiségűnek (9,3% nem nyilatkozott; a kettős identitások miatt a végösszeg nagyobb lehet 100%-nál). Vallásuk szerint 35,6% volt római katolikus, 5,2% református, 0,7% görög katolikus, 0,6% evangélikus, 0,1% izraelita, 0,1% ortodox, 1% egyéb keresztény, 0,7% egyéb katolikus, 13,6% felekezeten kívüli (41,9% nem válaszolt).
A település népességének változása:
| Lakosok száma | 2865 | 2860 | 2937 | 3017 | 2753 | 2688 | 2665 |
|               | 2013 | 2014 | 2018 | 2021 | 2022 | 2023 | 2024 |

## Története

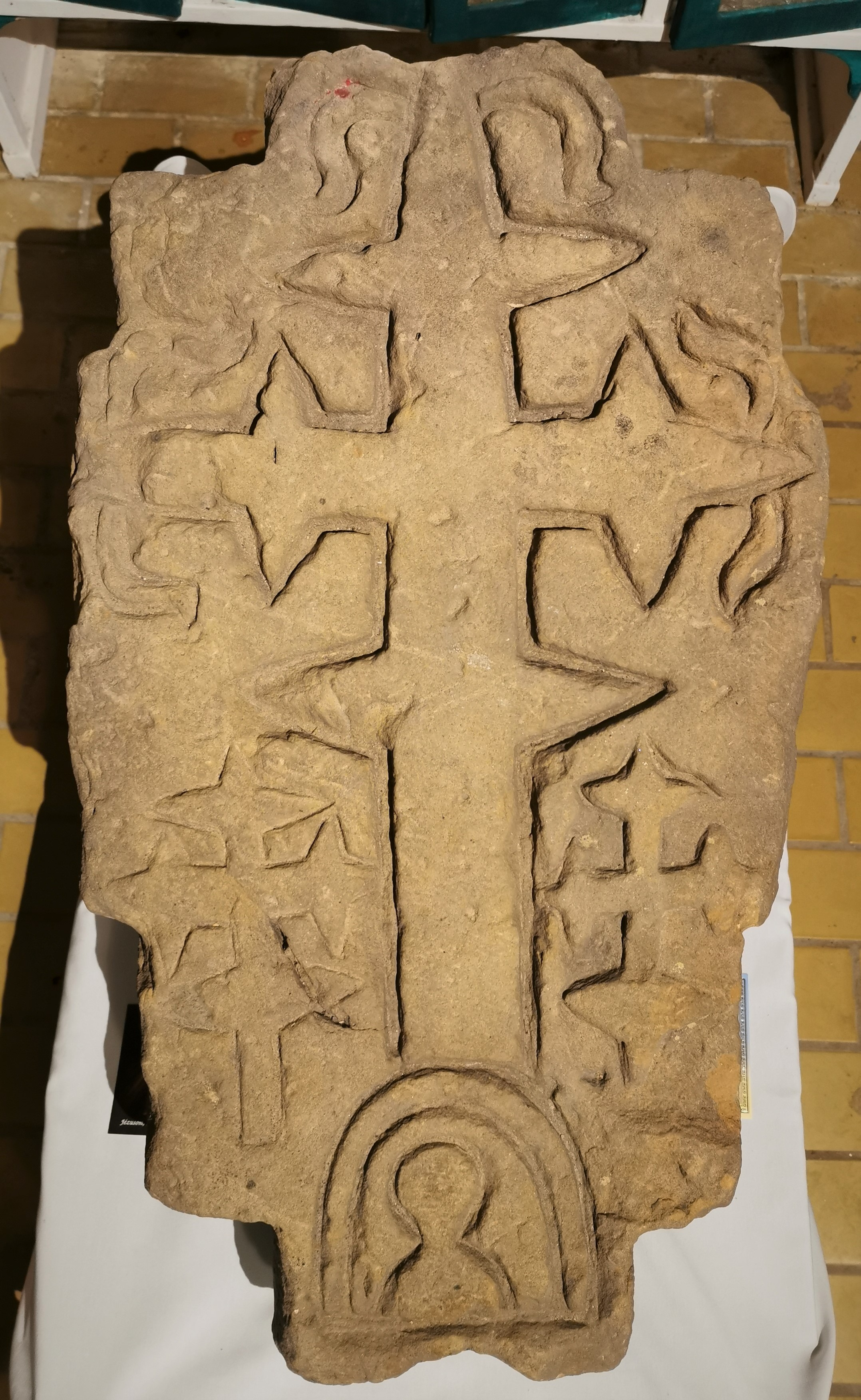
Keresztes kő

Nevét kezdetben Zanto vagy Zanthow formában írták, később lett Szántó. A név nem szántóföldet jelent, hanem szentet, a szent (lat.: sanctus, it.,sp.: santo) névből alakult ki, tekintettel a középkorban ittélő szentéletű emberekre, pálos szerzetesekre, kolostorokra. Sanctum Sanctorum a szentek helyére utal. A helyi szlovák nemzetiségűek Santov néven szintén megőrizték ezt, hiszen a szántó(föld) szlovákul: pole (oráčina) teljesen más hangzású, és a hegyes, mészköves község nem is bővelkedik szántóföldekben. Ez a terület több ezer éve lakott, a magyar történelem kiemelkedő szakrális jelentőségű, királyi és egyházi helye.
A Pilisszántói-kőfülkében tízezer éves őskori leleteket találtak. A község területén vezetett keresztül a római hadiút, mely Aquincumot Brigetióval (Szőny) kötötte össze; erre a barokk templom mellett látható ókori mérföldkő is bizonyság. Az útvonal Óbudán keresztül a Vörösvári és a Bécsi út vonalát követte, majd az ürömi vasútállomás környékén valószínűleg kettéágazott. Innen két, nagyjából párhuzamos országút vezetett Pilisszántó irányába. Az egyik út Üröm felé vezetett, majd Pilisborosjenőn keresztül mint peremút haladt a Nagy-Kevély és a Ziribár-hegy oldalában Pilisszántóra. A másik útvonal, amely a volt Szarvas téglagyárig a bécsi országút vonalát követte, onnan a mai úttal kb. párhuzamosan vezetett, érintve a Pilisvörösvár és Pilisszántó között fekvő Dörfl-dűlőt, innen az út Pilisszántóra kanyarodott. A községhatár délnyugati szélét átszelő útból egy kb. 1,3 km hosszú szakaszt egy fasorral szegélyezett meglehetős épségű kövesutat figyelt meg Simonyi Dezső 1936-ban. Pilisszántóról a Pilis-hegy és a Gyertyános között haladt tovább az út Csév felé. Pilisszántóról a mai út vonalát követve egy mellékút vezetett Pilisszentkereszt felé a Dobogókőn elhelyezett katonai őrtoronyhoz.
Simonyi Dezső is említi az Üröm felől vezető utat. A piliscsévi szakasz bejárása után Pilisszántó felé haladva a következőket írta: "Többszöri kanyarodó után széles és erősen megrongált köves úton ereszkedünk le Szántóra, a major udvarának irányába: innen aztán... egy udvaron keresztül, egyenesen a templom homlokzatának kell tartanunk. A templom mögött kissé északra fordulva, egy kis szerpentin úton emelkedünk a 270-es magasságig, honnan utunk aztán a Hosszúhegy párkányán halad tovább délkelet irányába. E szakaszon az út olyan jó megtartású és oly széles, hogy e tulajdonságokat egy mai dűlőútról nem lehet feltételeznünk: utunk többször eltűnik az erdőszéli bozótok közt, ahol sűrűn találunk rúdszerű köveket is."
A középkori alapítású falu első oklevélben való említése 1299-ből maradt ránk. A faluban pálos kolostor működött a 13. századtól, melynek romjai még feltárásra várnak. A török háborúk idején a falu lakatlanná vált.
A 18. században szlovák telepesek építették újjá, akiknek leszármazottai ma is a falu lakosságát alkotják. A második világháború után a mezőgazdaság fokozatosan háttérbe szorult, a szőlőtermesztéssel felhagytak. Sok hétvégi ház épült a Hosszú-hegy alján, a Placskóban, a 70-es évektől kezdve Budapestről sokan költöztek ki a gyönyörű fekvésű községbe.
A Pilis kedvelt hely a sárkányosok és a siklóernyősök körében. A sziklaszínházban nyáron népszerű előadásokat tartanak.

## Nevezetességei
- Barokk templom Páduai Szent Antalnak szentelve. (1759–60), alatta 2000-től középkori romokat fedeztek fel, melyek nagy valószínűséggel a pálosok elsőként alapított kolostorának maradványai. A templom oltárképét az 1865-ös tűzvészben elpusztult eredeti pótlására Feszty Masa (Feszty Árpád lánya) festette 1953-ban.
- Boldog Özséb síremléke a régi temetőben
- A keresztes kő (jelenleg a templom padozata alatt kiállítva)
- Sziklaszínház
- Római feliratos mérföldkő a templom mellett (i. sz. 230.)
- Volt Baross-Jurkovich-kúria (klasszicista, 1826.)
- Orosdy-kastély (1895.) – Építtetője Orosdy Fülöp, Kossuth Lajos egykori titkárának fia. Ma a község tulajdona.
- Trézsi-kút, amely egy természetvédelmi területen található.
- Pilisszántói-kőfülke.
- Pilis Keresztje – Felállítása, szentelése: 2003. december 20. szombat 14 óra – a talapzatán az alábbi felirat: „Ez a 12 m magas 6 m méter széles tölgyfa kereszt népünk ősi történelmi múltjának, hazánkat a Pilisből irányító Árpád-házi királyainknak, a Kárpát-medence egymásra utalt népeinek, a Pilisben élt Pálosoknak, azaz Hungáriának állít emléket. Megtestesíti hőseinket, reményeinket, hitünket, vigasztal és biztat! Hazánk eddigi történelmét a Kereszt üzenete írta meg! A pilisi falvak adakozásából állított Kereszt fáját Kápolnásfalu és Csíkmindszent ajándékozta.  Törzsének 127 évgyűrűjét a Kárpát-medence másik szent hegyén, a Hargitán gyarapította. Az értékeitől megfosztott, zajos világhoz szóló Pilis Keresztje lelki méregtelenítő helye a hívó szavára ide érkező embereknek. A Kereszt mellől nézve Ziribár hegyszoros fölött december 21-én, az újjászületés hajnalán friss harcosként ébred, az éltető Fény!”
- Wass Albert emlékköve a Sziklaszínház bejáratánál (2005. június 25.)
- Trianon kopjafa a Sziklaszínház bejáratánál.
- Pilisi Boldogasszony-kápolna
- Csillagösvény, (2007) (Nimród, Attila, Árpád, Szent István, Szent László, Boldog Özséb, Hunyadi Mátyás szobrai)
- Gyönyörűen felújított kálvária és kápolna

## Ismert személyek
Itt születtek
- Baross János (1875–1926) politikus
- Fischer Pál (1966) magyar válogatott labdarúgó[17]

Itt éltek
- Baross Endre (1889–?) politikus, lapszerkesztő, borász, országgyűlési képviselő
- Hein János (1866–1935) németországi születésű tájépítész és kertész

## Képek

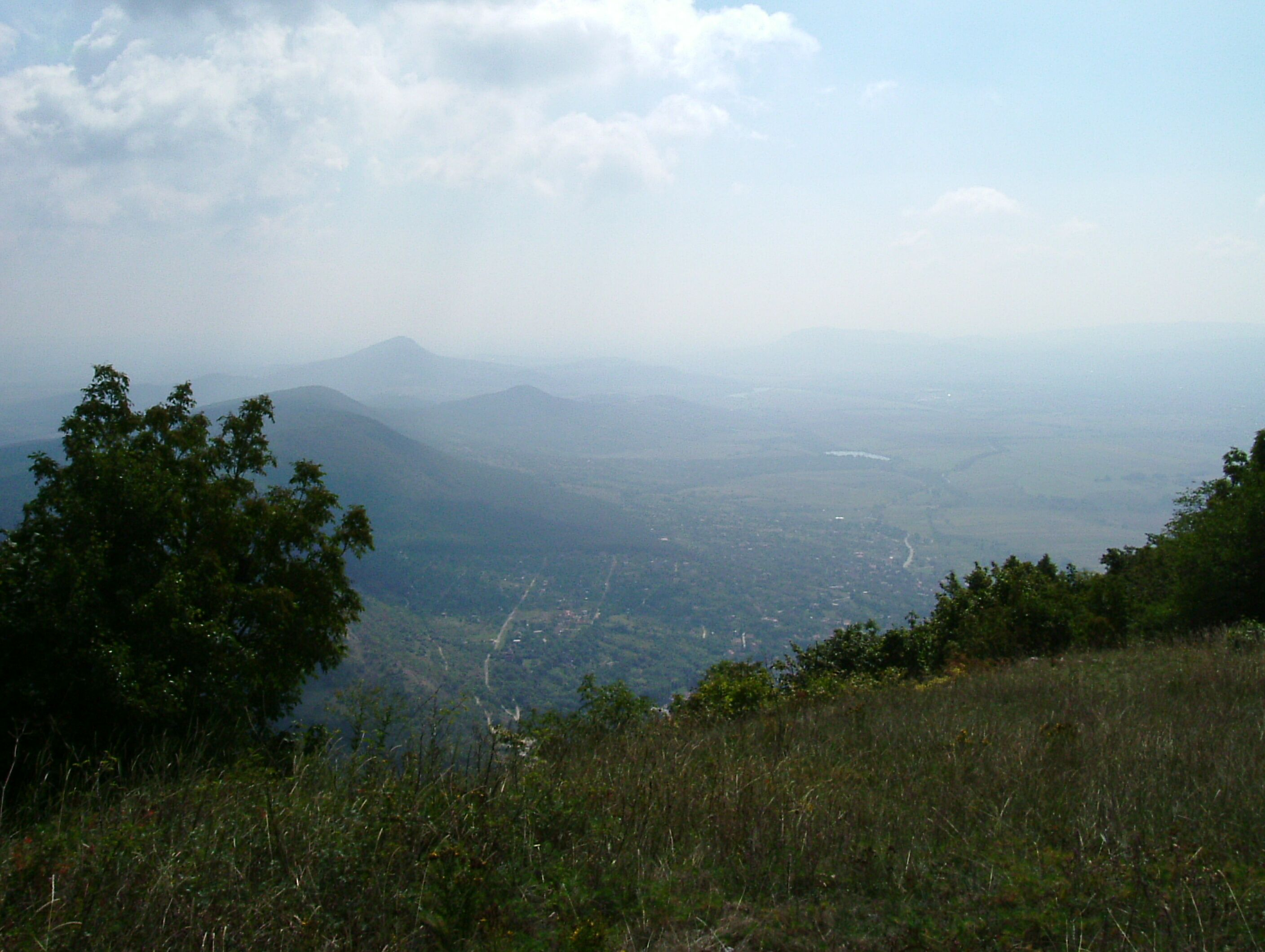
A falu a 757 méter magas Pilisről; balra a Hosszú-hegy, a Ziribár és a Kevélyek, jobbra a budai hegyek
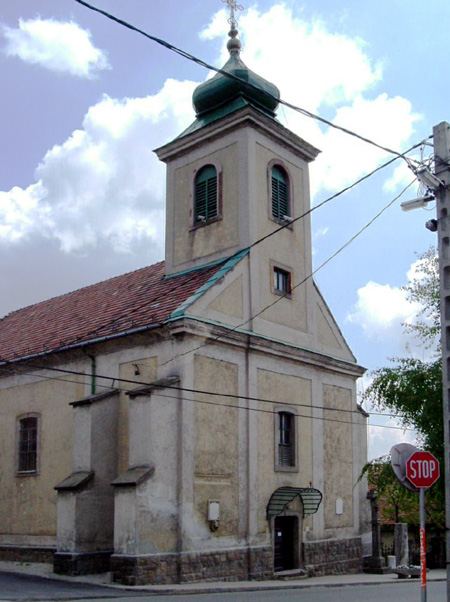
Barokk plébániatemplom
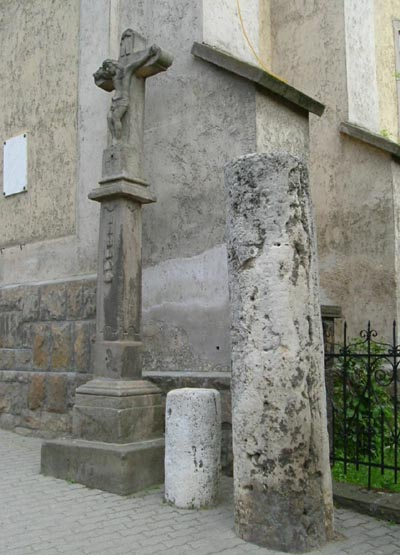
Marcus Aurelius mérföldköve
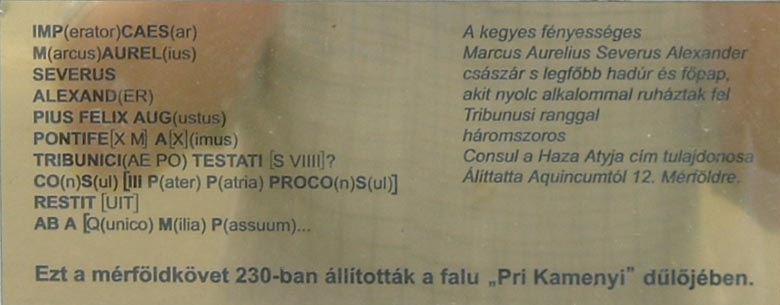
A mérföldkő felirata
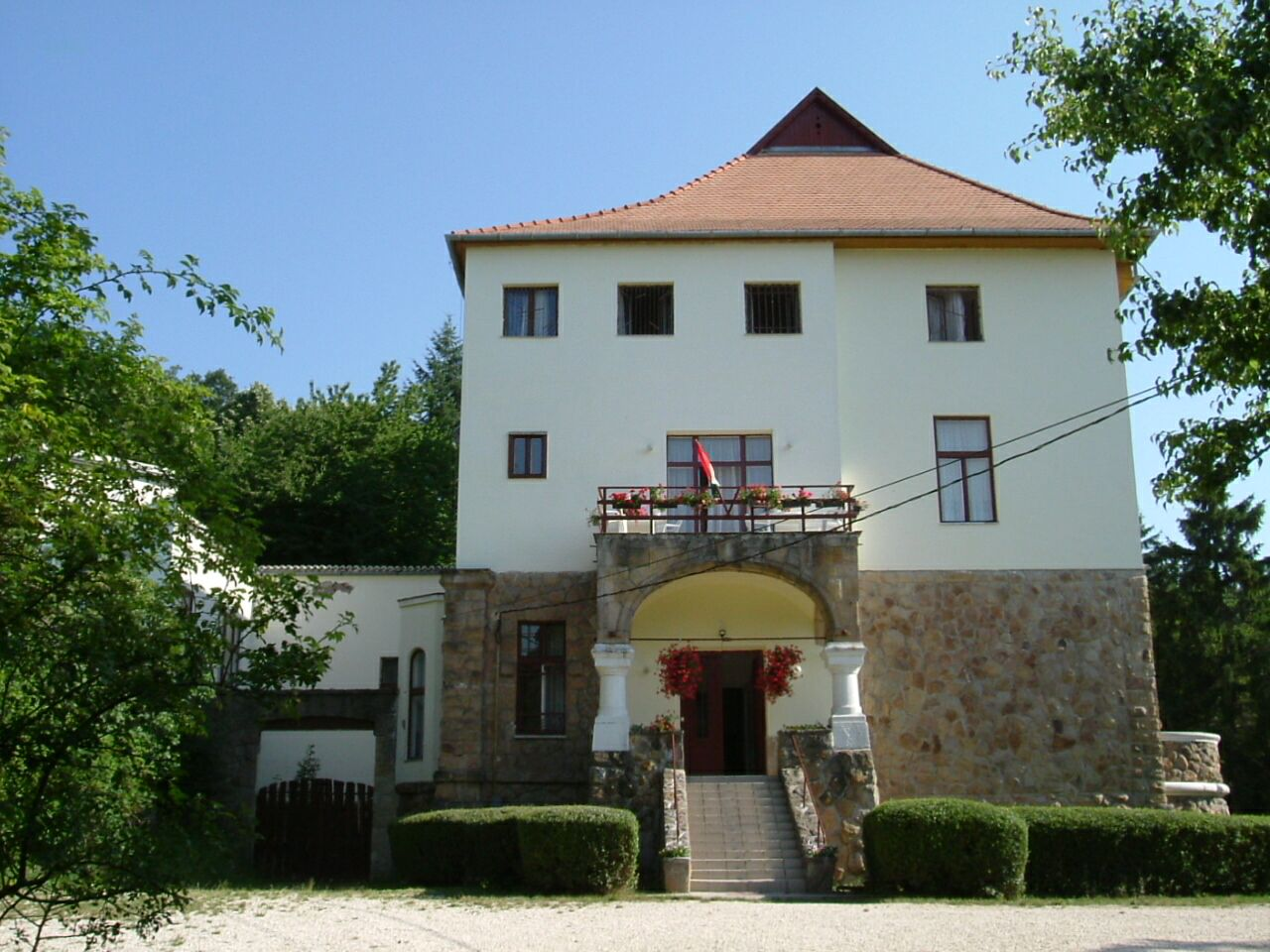
Orosdy-kastély
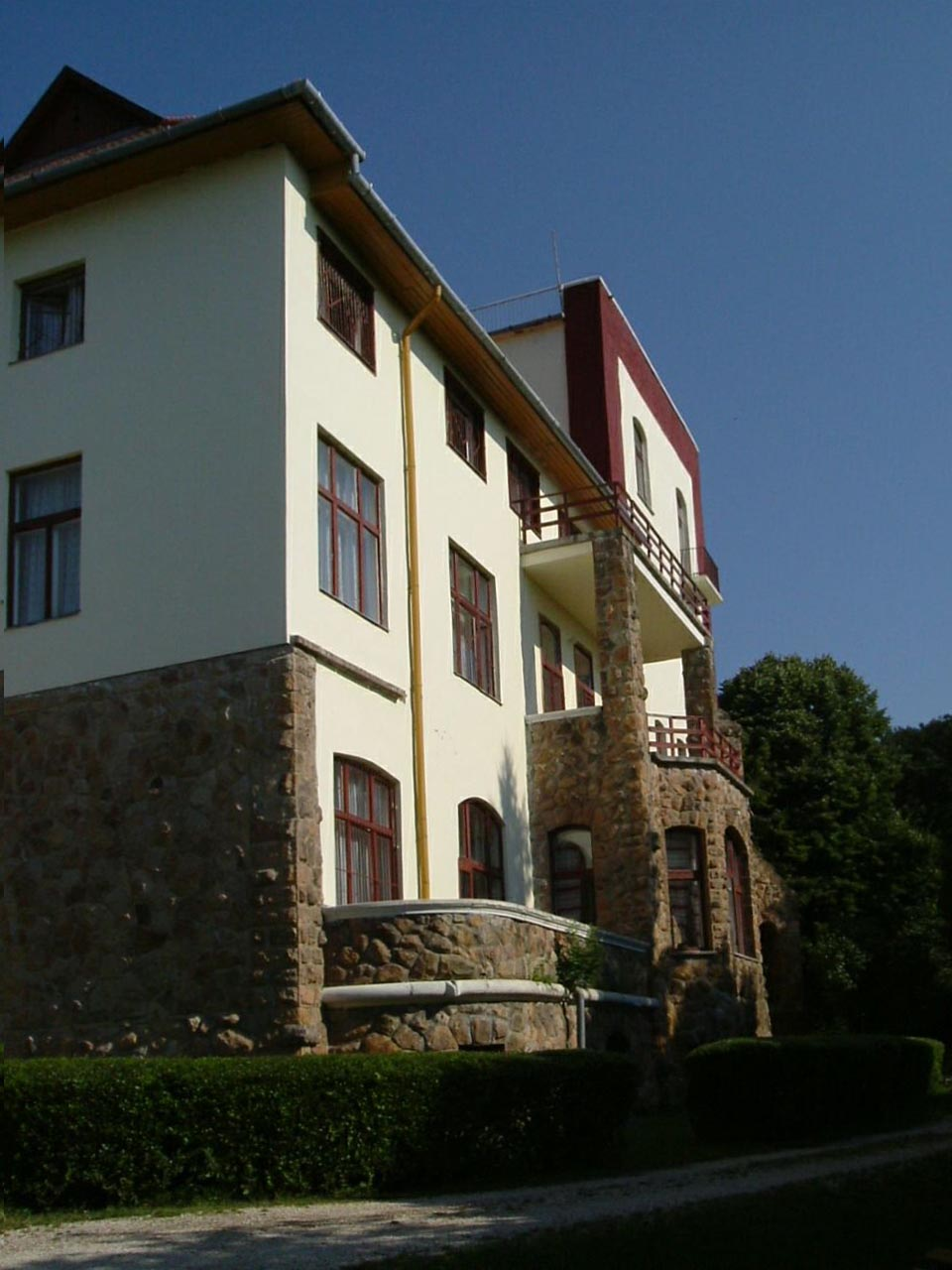
Orosdy-kastély
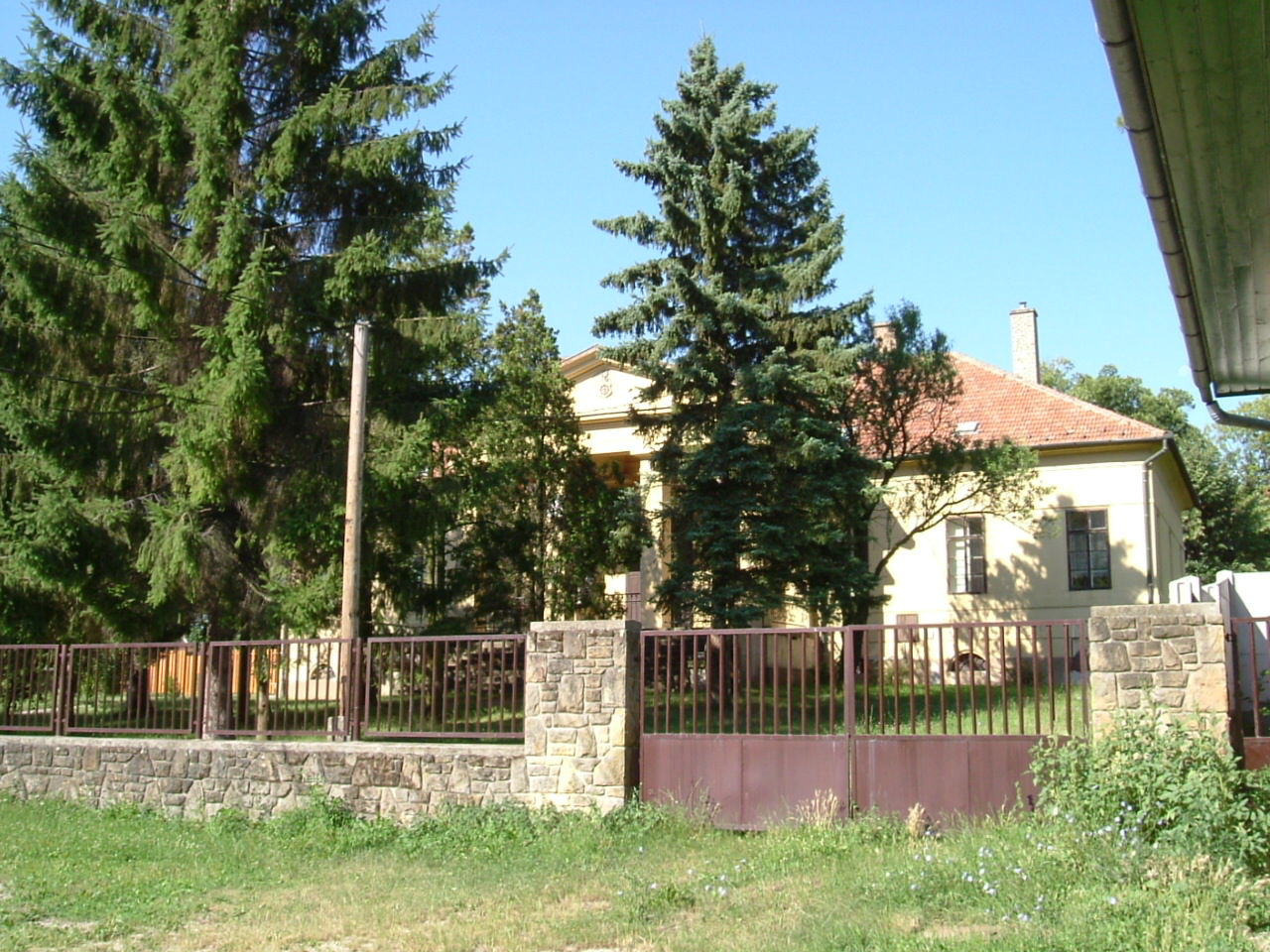
A később óvodának átalakított, egykori Jurkovich-kúria
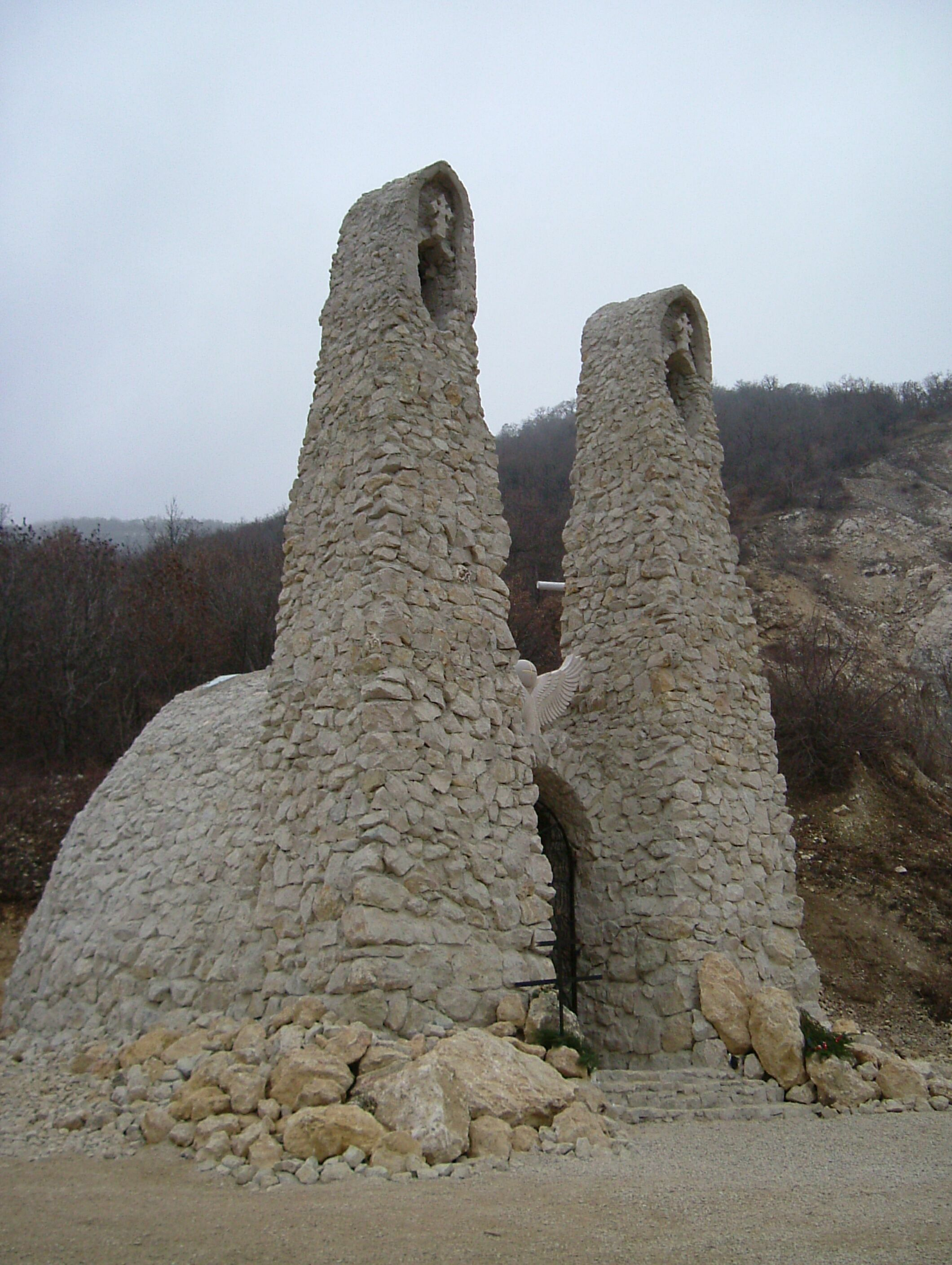
Boldogasszony-kápolna
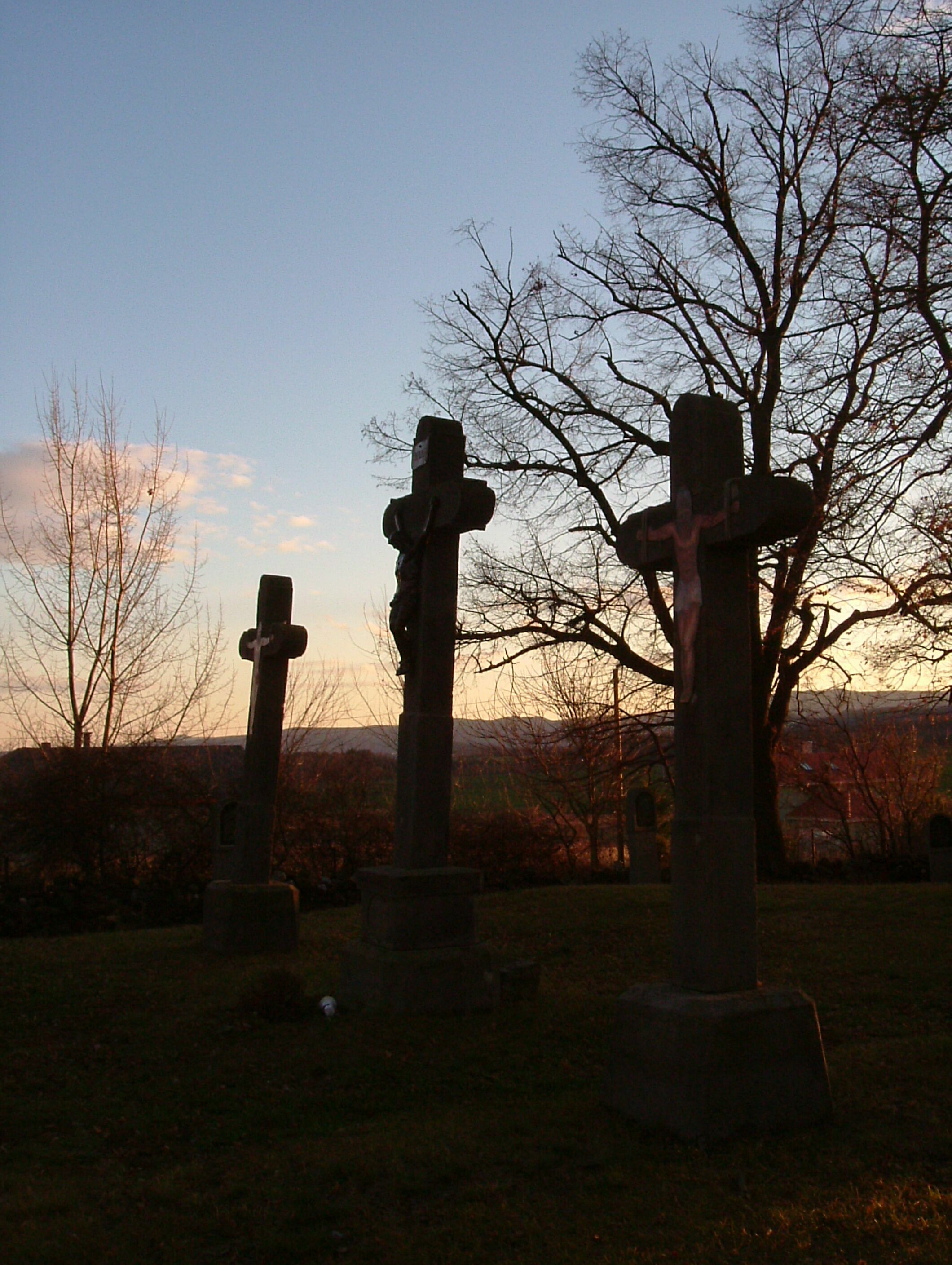
Kálvária
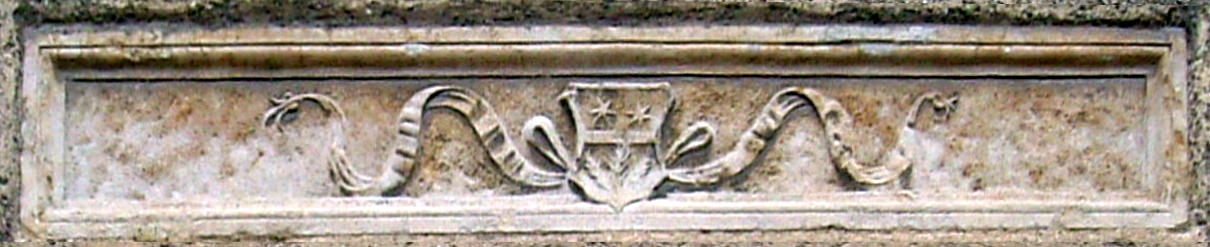
Címer a templom homlokzatán
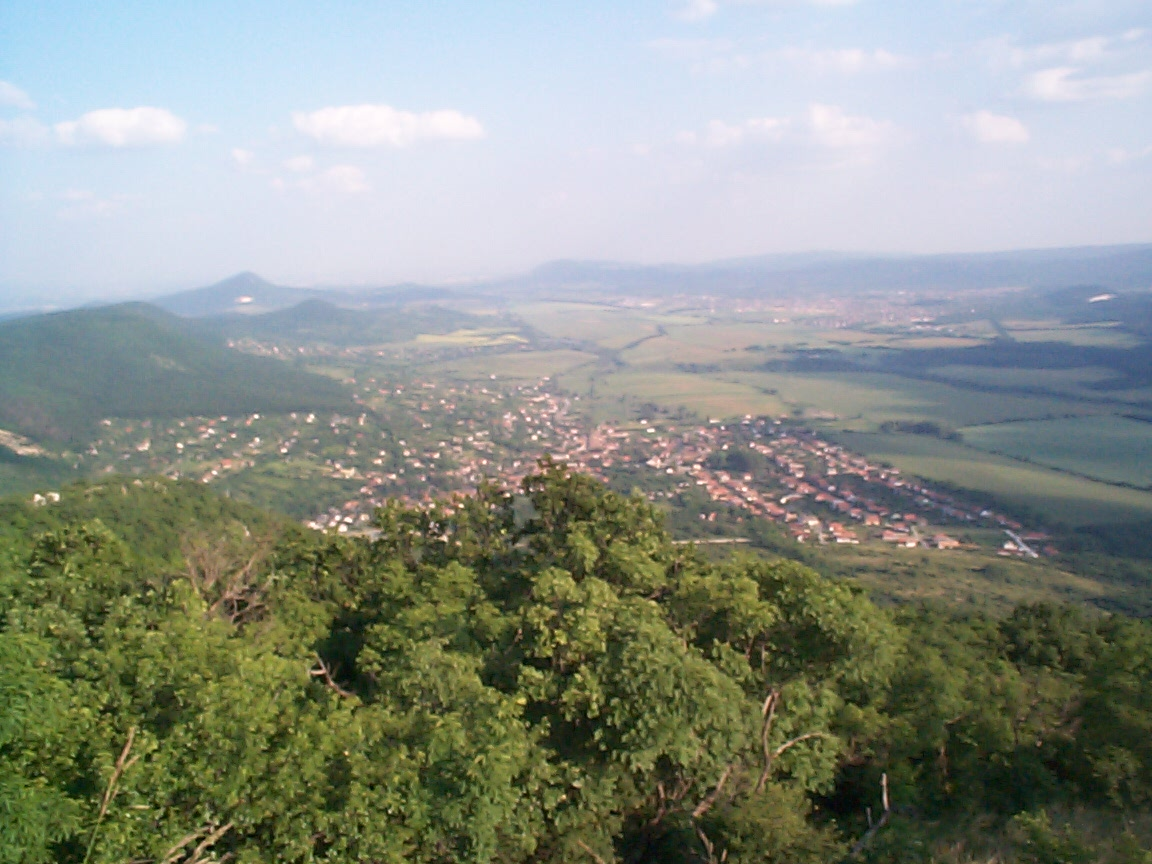
Szántó a Pilis-hegyről
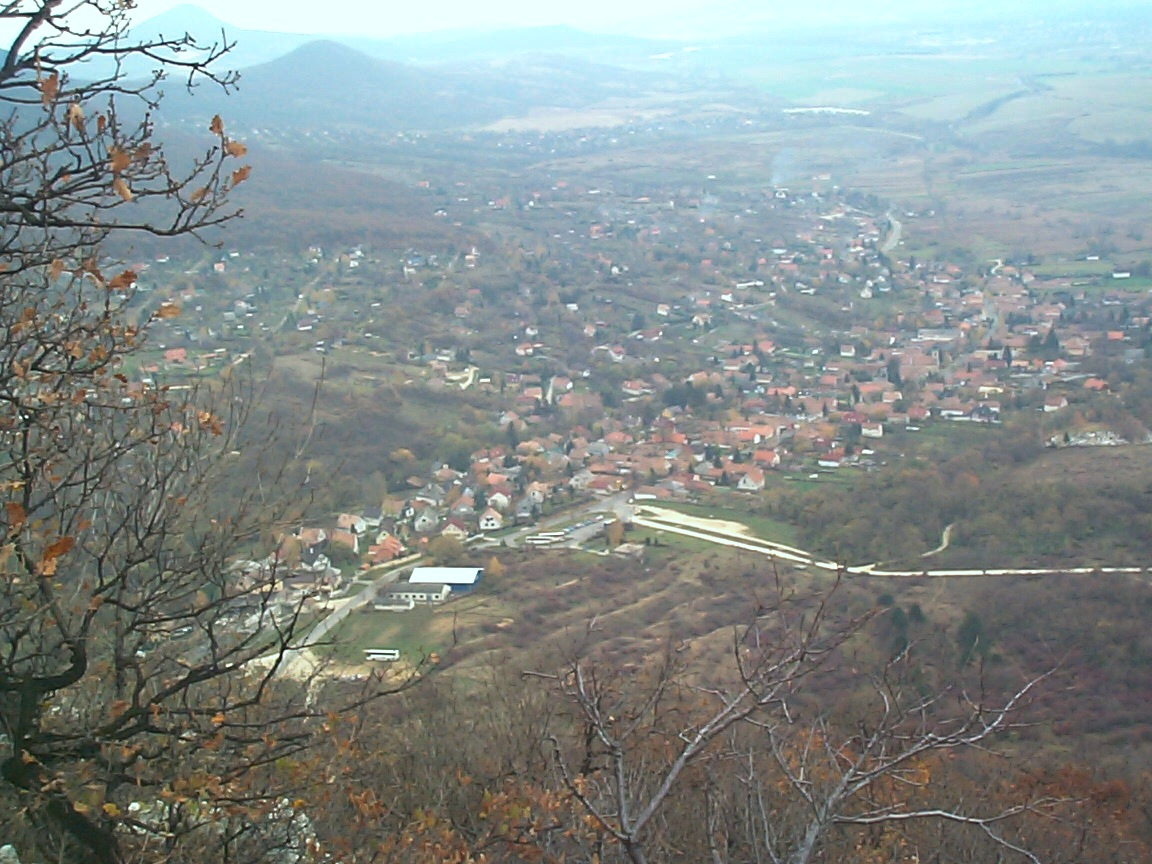
Pilisszántó a Pilis kisebbik csúcsáról
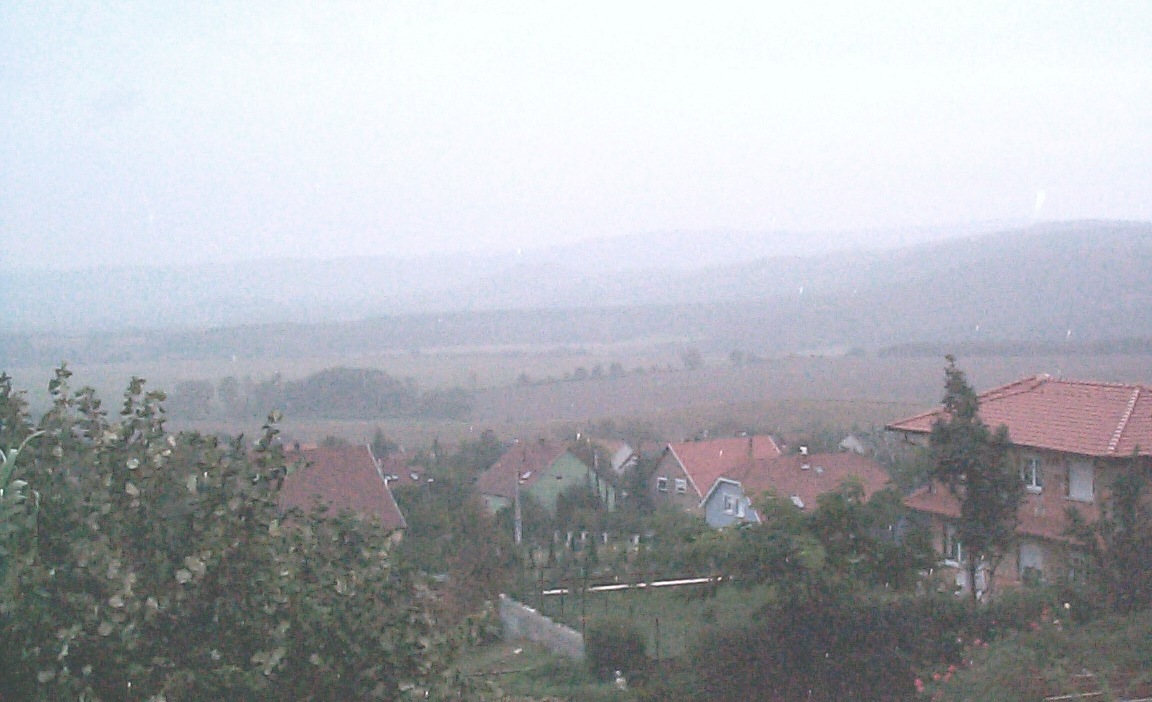
Pilisszántó esőben
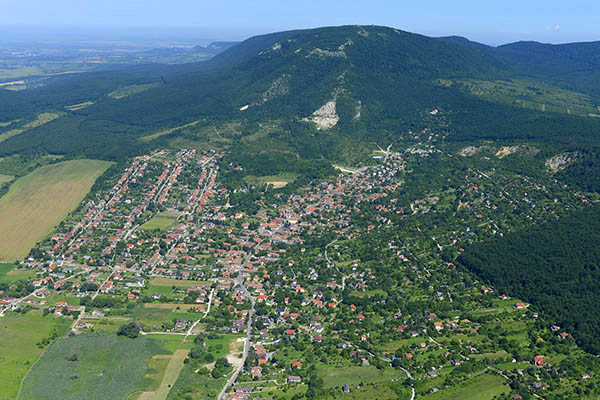
Légi fotó